# 仲井雪絵
仲井 雪絵（なかい ゆきえ）は、日本の歯学者（小児歯科学・社会歯科学・行動科学・母子歯科保健）、歯科医師。学位は博士（歯学）（岡山大学・1996年）。静岡県立大学短期大学部歯科衛生学科教授。
岡山大学歯学部助手、岡山大学大学院医歯学総合研究科助手、岡山大学大学院医歯薬学総合研究科助手、岡山大学大学院医歯薬学総合研究科助教、静岡県立大学短期大学部学生部部長などを歴任した。

## 概要
小児歯科学、社会歯科学、行動科学、母子歯科保健などを専攻する歯学者である。キシリトールの摂取と齲蝕の発症に関する研究が知られている。後進の育成に努めており、岡山大学、静岡県立大学など複数の教育・研究機関にて教鞭を執った。

## 来歴

### 生い立ち
若いころは剣道やハンドボールなどスポーツに打ち込んでいた。1980年（昭和55年）3月には、全国選抜少年剣道錬成大会にて敢闘賞を受賞した。1986年（昭和61年）には、岡山県高等学校総合体育大会のハンドボール女子の部で最優秀選手賞を受賞している。
国が設置・運営する岡山大学に進学し、歯学部の歯学科にて学んだ。1992年（平成4年）3月に岡山大学を卒業した。それにともない、学士（歯学）の学位を取得した。その際、歯学部を首席で卒業したため、黒正賞を授与されている。黒正賞は、黒正記念財団が設立した学術賞であり、岡山大学を卒業する者の中から学業および人物の優れた学生に対して贈呈される賞である。なお、歯科医師国家試験に合格しており、歯科医師の資格を持つ。1992年（平成4年）に歯科医籍登録をしている。
その後は、岡山大学の大学院に進学し、歯学研究科の歯学専攻にて小児歯科学を学んだ。大学院生として在学中に「Behavioral science on dental fear in pediatric dentistry -- relationship between behavior and the nasal skin temperature」と題した博士論文を執筆した。1996年（平成8年）3月、岡山大学の大学院を修了した。それにともない、同年3月25日付で博士（歯学）の学位を取得した。

### 歯学者として
大学院を修了すると、1996年（平成8年）4月に母校である岡山大学に採用され、歯学部の助手として着任した。1997年（平成9年）7月から2000年（平成12年）5月にかけて、ワシントン大学の歯学部にて客員助教授を兼任していた。2000年（平成12年）6月、岡山大学にて歯学部の助手として復帰した。その後、岡山大学では大学院重点化が推進され、それにともない2001年（平成13年）4月より本務が医歯学総合研究科の助手に変更された。医歯学総合研究科においては、行動小児歯科学分野を受け持った。さらに、医歯学総合研究科は自然科学研究科の一部と統合され、新たに医歯薬学総合研究科が設置されたため、2005年（平成17年）4月より医歯薬学総合研究科の助手が本務となった。医歯薬学総合研究科においても、引き続き行動小児歯科学分野を受け持った。なお、2005年（平成17年）にトゥルク大学の医学部に置かれた附属歯学研究所にて「Preventive Dentistry Diploma」を取得している。2007年（平成19年）4月からは、職位が医歯薬学総合研究科の助教に変わった。助教としても、引き続き行動小児歯科学分野を受け持った。
2016年（平成28年）4月、県と同名の公立大学法人により設置・運営される静岡県立大学に転じ、短期大学部の歯科衛生学科にて教授として着任した。静岡県立大学では役職を歴任しており、2018年（平成30年）4月からは短期大学部の学生部にて部長を兼務していた。

## 研究
専門は歯学であり、特に小児歯科学、社会歯科学、行動科学、母子歯科保健、といった分野を研究していた。具体的には、妊娠時からキシリトールを摂取することにより、ストレプトコッカス・ミュータンスの母子間での伝播や齲蝕の発症に及ぼす影響について研究していた。さらに、齲蝕を予防を図るため、食の基盤に関する戦略についての研究に従事した。また、小児の歯科恐怖についての研究や、小児歯科における痛みの制御についての研究にも取り組んだ。さらに、後期高齢者における歯科保健についての研究も行った。
学術団体としては、日本小児歯科学会、日本歯科医学教育学会、日本障害者歯科学会、日本外傷歯学会、日本小児保健協会、日本歯科衛生教育学会、日本口腔衛生学会、などに所属した。日本小児歯科学会の中部地方会では幹事を務め、中部地方会の大会や総会では会長を務めた。日本外傷歯学会では、歯科衛生士に対する認定を担当する理事などを務めた。

## 人物
歯科医師としては、2000年（平成12年）11月に日本小児歯科学会の認定医となった。2006年（平成18年）9月には、日本小児歯科学会より小児歯科専門医として認定された。2008年（平成20年）3月には、日本小児歯科学会より小児歯科専門医・指導医として認定された。静岡県歯科医師会においては、オーラルフレイル対策推進事業準備委員会の委員や、学校歯科保健推進委員会の顧問を務めた。
また、地方公共団体においては、岡山県歯科保健計画策定作業部会の委員や、静岡市歯と口腔の健康推進会議の委員長も務めた。
そのほか、母校に関しては、岡山大学歯学部同窓会の東海地区支部にて理事を務めた。また、岡山大学歯学部小児歯科学講座同門会にて顧問を務めた。

## 略歴
- 1992年 - 岡山大学歯学部卒業[6]。
- 1992年 - 歯科医籍登録[4]。
- 1996年 - 岡山大学大学院歯学研究科修了。
- 1996年 - 岡山大学歯学部 助手[3]。
- 1997年 - ワシントン大学歯学部 客員助教授[3]。
- 2000年 - 岡山大学歯学部 助手[3]。
- 2001年 - 岡山大学大学院医歯学総合研究科 助手[3]。
- 2005年 - 岡山大学大学院医歯薬学総合研究科 助手[3]。
- 2007年 - 岡山大学大学院医歯薬学総合研究科 助教[3]。
- 2011年 - 岡山県歯科保健計画策定作業部会 委員[12]。
- 2016年 - 静岡県立大学短期大学部歯科衛生学科 教授[3]。
- 2018年 - 静岡県立大学短期大学部学生部 部長[3]。

## 賞歴
- 1980年 - 全国選抜少年剣道錬成大会 敢闘賞[4]。
- 1986年 - 岡山県高等学校総合体育大会ハンドボール女子の部最優秀選手賞[5]。
- 1992年 - 黒正賞[5]。
- 2008年 - 日本小児歯科学会優秀発表賞[5]。

## 著作

### 単著
- 『〈マイナス1歳〉からはじめるむし歯予防 - ラクに楽しく成果が出せるキシリトールの理論と実践』オーラルケア、2011年。ISBN 9784925102308
- 『〈マイナス1歳〉からはじめるむし歯予防 - ラクに楽しく成果が出せるキシリトールの理論と実践』改訂版、オーラルケア、2013年。ISBN 9784925102308

### 原案･監修、等
- タフトくらぶ編集部編『ラクに楽しく！　マイナス1歳からはじめるむし歯予防』オーラルケア、2012年。ISBN 9784925102315

### 分担執筆、寄稿、等
- 滝川雅之・野本知佐編著『妊婦の歯科治療とカウンセリング』東京臨床出版、2004年。ISBN 4887000375
- リチャード・レマー、松尾龍二監修『チェアーサイド歯科英会話 - 分かる伝わるコミュニケーション!』岡山大学歯学部、2010年。ISBN 9784860692575
- 滝川雅之編・著『妊産婦と歯科治療』デンタルダイヤモンド社、2012年。ISBN 9784885102554

### 註釈
1. ↑  岡山大学は、2004年に国から国立大学法人岡山大学に移管された。
2. ↑  岡山大学大学院歯学研究科は、医学研究科と統合され、2001年に医歯学総合研究科が設置された。